# Espécie reactiva de oxigénio
As espécies reactivas de oxigénio são compostos químicos resultantes da activação ou redução do oxigénio molecular (dioxigénio, O2) ou derivados dos produtos da redução. As principais espécies reactivas de oxigénio são: o anião radical superóxido (O2•-), o peróxido de hidrogénio (H2O2), o dioxigénio singleto (1O2) e o radical hidroxila (HO.). O peroxinitrito (ONOO-) é considerado por uns autores uma espécie reactiva de oxigénio e por outros uma espécie reactiva de azoto.

## Origem
O dioxigénio pode sofrer redução química, isto é, pode aceitar electrões, que são introduzidos nas orbitais antiligantes da molécula. A redução univalente (um electrão de cada vez) origina superóxido e peróxido:
O2 → O2•- → O22-
A redução afecta a estabilidade da ligação entre os dois átomos de oxigénio, diminuindo-a. Em determinadas condições, o peróxido decompõe-se em dois radicais hidroxilo através de clivagem homolítica da molécula.
O dioxigénio singuleto resulta da excitação da molécula de O2, e não da sua redução.
O peroxinitrito é o produto da condensação dos radicais superóxido e óxido nítrico, sendo por isso considerada tanto uma espécie reactiva de oxigénio como de azoto.

## Actividade biológica
Os organismos expostos ao oxigénio (como os humanos) produzem espécies reactivas de oxigénio no seu metabolismo normal. Em determinadas situações patológicas, a produção destas espécies aumenta. Em ambas as situações ocorre o chamado stress oxidativo: as espécies reactivas de oxigénio são normalmente (mas nem sempre) poderosos agentes oxidantes que danificam todos os tipos de estrutura celular, desde lípidos membranares até ao DNA.

## Principais espécies reactivas de oxigénio

### Superóxido

A molécula do superóxido, usando a notação de Lewis. A vermelho, os electrões desemparelhados que conferem a reactividade a esta espécie.

O anião radical superóxido (O2•-) resulta da redução do dioxigénio com um electrão. A molécula toma então uma carga negativa e torna-se radicalar. Como tal, o superóxido é mais polar que o dioxigénio, não atravessando membranas facilmente. 
O superóxido é produzido em pequenas quantidades na cadeia respiratória aeróbia. Também é produzido por macrófagos como agente antibacteriano. Algumas enzimas têm o superóxido como intermediário reaccional ou mesmo produto final.
Os principais danos causados pelo superóxido em sistemas biológicos são a destruição de centros metálicos de proteínas, oxidação de cadeias laterais de aminoácidos e a formação de outras espécies oxidativas, como o radical hidroxilo e o peroxinitrito. 

### Peróxido de hidrogénio

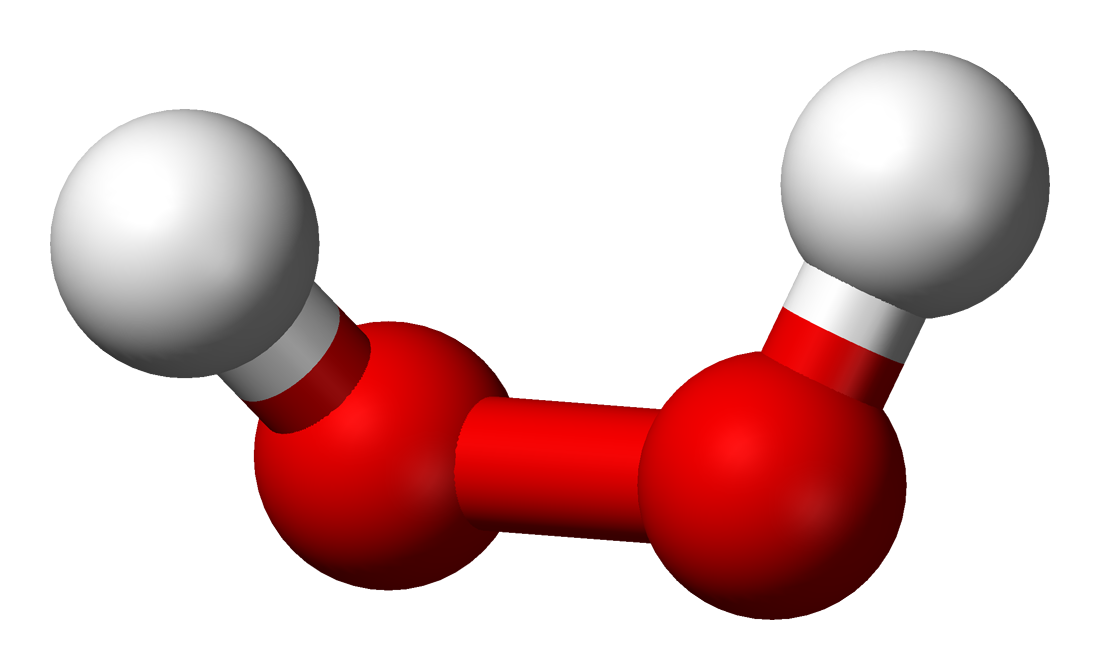
A molécula do peróxido de hidrogénio. Os átomos de oxigénio estão representados por esferas vermelhas e os de hidrogénio por esferas brancas.

O peróxido de hidrogénio (H2O2) não é, por si só, muito reactivo, mas é o precursor directo do radical hidroxilo, a espécie reactiva de oxigénio mais perigosa que se conhece. 
Como é uma molécula relativamente apolar, o H2O2 pode atravessar membranas por difusão simples, reagindo localmente com iões metálicos como o ferro(II) e o cobre(I) através da chamada reacção de Fenton. Nesta reacção ocorre a formação do radical hidroxilo. Este mecanismo é responsabilizado por danos encontrados no DNA em situações de stress oxidativo.

### Dioxigénio singuleto
O dioxigénio singuleto (1O2), frequentemente denominado apenas oxigénio singuleto, resulta da excitação da molécula de dioxigénio, sem ocorrer a sua ionização. O dioxigénio (no estado fundamental) é excitado por moléculas previamente excitadas pela luz, numa reacção conhecida como fotossensibilização. Também pode ser produzido em determinadas reacções enzimáticas, sem a intervenção da luz.
O 1O2 pode reagir com biomoléculas adicionando-se a ligações duplas (como por exemplo em ácidos gordos insaturados) ou por transferência de energia (por exemplo, eliminando radicais livres necessários para a catálise de algumas enzimas).

### Radical hidroxilo
O radical hidroxila ou  hidroxilo (HO.) é uma espécie radicalar e a mais reactiva de todas as espécies reactivas de oxigénio. Por essa razão, o local mais afectado pelo hidroxilo é a zona onde esta espécie é formada. Este radical é formado principalmente através da reacção de Fenton, pela clivagem homolítica do peróxido de hidrogénio ou pela radiólise da molécula de água.
Os principais alvos da acção do radical hidroxilo são o DNA (que sofre danos nas suas bases, levando à quebra da dupla cadeia) e os ácidos gordos insaturados (que sofrem peroxidação).

## Stress oxidativo
Stress oxidativo é um termo genérico dado à situação em que existe um desequilíbrio entre espécies oxidantes e redutoras no meio intracelular, com predominância das primeiras. A produção de espécies reactivas de oxigénio causa stress oxidativo. Alguns marcadores biológicos do stress oxidativo são a presença de danos característicos das espécies reactivas de oxigénio e o aumento da quantidade de espécies oxidadas como o NAD+ ou ligações dissulfureto em proteínas.

## Defesas enzimáticas
Sendo a produção de espécies reactivas de oxigénio uma consequência natural do metabolismo aeróbio, as células possuem enzimas que desintoxicam estas espécies. A superóxido dismutase elimina o superóxido por dismutação; o peróxido de hidrogénio é eliminado por peroxidases como a catalase e a glutationa peroxidase. Não se conhece nenhuma enzima que elimine o radical hidroxilo, pelo que este é evitado pela eliminação dos seus precursores. Outras proteínas que participam na captura e transporte de iões metálicos e na redução química de estruturas celulares oxidadas são também importantes no combate ao stress oxidativo.